# Вздув
Вздув (пол. Wzdów) — село в Польщі, у гміні Гачув Березівського повіту Підкарпатського воєводства.
Населення — 977 осіб (2011).

## Демографія
Демографічна структура станом на 31 березня 2011 року:
|          | Загалом | Допрацездатний вік | Працездатний вік | Постпрацездатний вік |
| -------- | ------- | ------------------ | ---------------- | -------------------- |
| Чоловіки | 506     | 124                | 311              | 71                   |
| Жінки    | 471     | 97                 | 255              | 119                  |
| Разом    | 977     | 221                | 566              | 190                  |

## Уродженці
Марія Амелія Осташевська (1851—1918) — польська громадська активістка.